# Retraction
Retraction er et internationalt begreb anvendt inden for videnskabelige tidsskrifter.
Begrebet dækker over det fænomen, når en tidligere udgivet artikel bliver trukket tilbage.
Der kan være forskellige grunde til, at en retraction kan forekomme. Det kan være opdagelsen af elementære menneskelige fejl eller anden videnskabelig uredelighed, der gør at artiklens budskab ikke længere er videnskabelig valid, men det kan også skyldes bevidst fusk fra forskeres side. Bedst kendt i Danmark på sidstnævnte er Penkowa-sagen.